# 三永 (東広島市)
三永（みなが）とは、広島県東広島市の町丁。一丁目から三丁目まであり、全域で住居表示が実施されている。

## 概要
西条地区に属する。2000年2月28日、西条町下三永から分離して設置された。そのため、西条町下三永によって全域を囲われている。東広島駅およびその周辺の住宅地を町域としている。

## 交通

### 鉄道
- 山陽新幹線 - 東広島駅

### バス
JRバス中国と芸陽バスが地区内を走る路線バスを運行している。

#### JRバス中国・芸陽バス共同運行
- 東広島駅 - 広島大学[注釈 1]

#### JRバス中国
- 西条駅 - 東広島駅・広島国際大学

#### 芸陽バス
- 西条駅 - 東広島駅 - 竹原駅
- 近畿大学 - 西条駅 - 東広島駅 - 安芸津駅

### 道路

#### 主要地方道
- 広島県道32号安芸津下三永線

## 施設
- ベッセルホテル東広島
- 東横イン東広島駅前

## 学区
公立小・中学校に通学する場合、三永小学校および向陽中学校に通学することになる。